# Tanjung Menang (Kota Kayu Agung)
Tanjung Menang is een bestuurslaag in het regentschap Ogan Komering Ilir van de provincie Zuid-Sumatra, Indonesië. Tanjung Menang telt 1251 inwoners (volkstelling 2010).